# Alto de La Estranguada

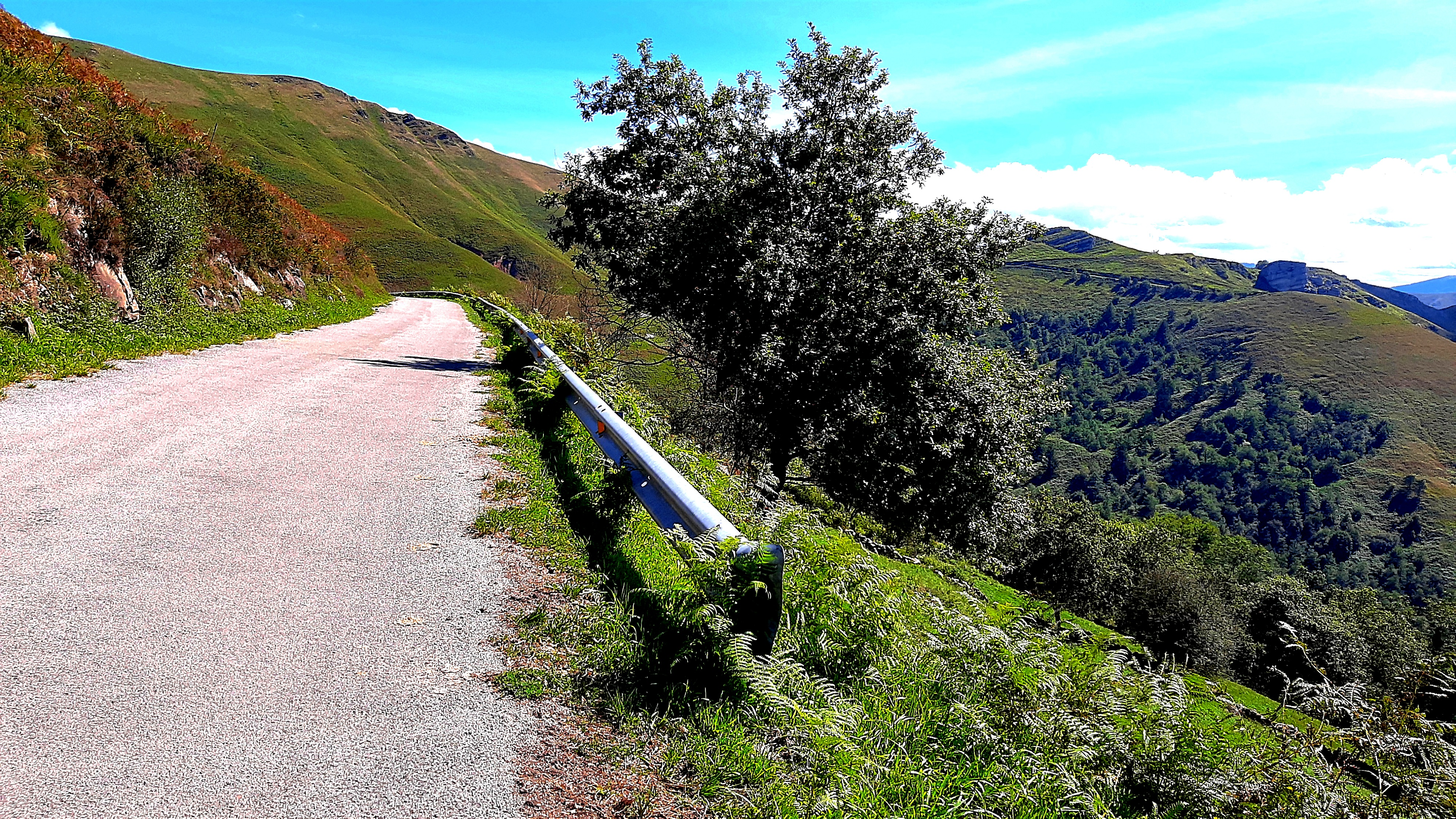
Carretera asfaltada que comunica Llerana (municipio de Saro) con el alto de La Estranguada

El alto de La Estranguada es una zona de pastizales y actividad ganadera ubicada en el sector oriental de la cordillera Cantábrica. En concreto, pertenece a la sierra de La Matanza, en los valles pasiegos (Cantabria). Se eleva a 680 m s. n. m. y en él convergen dos carreteras asfaltadas procedentes de Llerana (localidad del municipio de Saro) y de Merilla (localidad del municipio de San Roque de Riomiera).

## Cartografía
El alto de La Estranguada se localiza a los pies del pico El Salao (723 m) y se halla próximo a las zonas denominadas Torquillas y El Mato, tal como figuran en los mapas. Se trata, igualmente, de entornos con presencia de actividad ganadera.

## Hidrografía
El alto de La Estranguada representa la cabecera de un arroyo que nace a 650 m s. n. m. y que confluye en el río Llerana a la altura del barrio de Coterillo. El río Llerana, a su vez, confluye en el río Pisueña entre Saro de Abajo y Vega de Villafufre.

## Red de carreteras
Las vías asfaltadas que convergen en el alto de La Estranguada cumplen la función de dar acceso a las fincas ganaderas que allí se encuentran. 
En sentido estricto, el acceso desde el barrio de Coterillo (perteneciente a Saro) no puede considerarse carretera como tal debido al estado irregular en que se encuentra el firme actualmente por acumulación de grava y tierra. Se trata, más bien, de un acceso diseñado para vehículos agropecuarios. En cambio, la vertiente que asciende desde Llerana pasando por el alto de la Cruz de Piedra y la que parte de Merilla sí son aptas para el tráfico rodado en general.